# 空想科學世界
《空想科学世界》（日语：空想科学世界ガリバーボーイ）是一套以亚欧作为背景的動畫。这部动画是基於一个既有科学又有魔法的世界，这部动画在1995年1月8日於日本首播。在動畫推出之后也同时生产了游戏，并在不同平台上发布。香港無綫電視於1997年12月15日首播本作。

## 故事简介
根據傳說，曾經繁榮一時的亞特蘭提斯，被自己創造的惡魔哈蕾露亞毀滅，傳說之王與月之女王合力將其封印，但是惡魔下了詛咒的預言，當傳說之王與月之女王的後代相遇後會再次復活
此動畫的主角伽利帕，為了為自己的父親報仇，與自己的的同伴上演了一部奇妙的探险，也逐漸解開了自己身上的驚天的秘密，最後背負起傳說中的使命，把即將被惡魔吞噬的地球再次復原。
此動畫主角的武器是魔法拳套，共能召唤7具擁有不同能力的魔法戰士，並且操控他們來戰鬥。

## 登場人物
伽利帕（聲：山口勝平 / 香港配音：郭志權）
本片主角。傳說之王的後代，擁有魔法力量，從魔法學校回家後發現家鄉被毀，父親亦被殺害。
愛迪生（聲：大谷育江 / 香港配音：區瑞華）
伽利帕的朋友。是個天才科學少年。
米絲蒂（聲：橫山智佐 / 香港配音：黃麗芳）
伽利帕的朋友。她曾從軍隊手中救出伽利帕。
菲比（聲：山崎和佳奈 / 香港配音：沈小蘭）
黑色精靈。常跟著伽利帕身邊。
傑度（聲：塩沢兼人（小杉十郎太） / 香港配音：陳欣）
西班牙皇帝。米絲蒂的兄長，因為想娶自己的妹妹導致米絲蒂逃離，當他尋找米絲蒂時，入侵了威尼斯，隨後伽利帕和米斯蒂見了面
渴望愛與需要愛的人，初期有許多令人難以理解的行為，但故事發展到中期卻揭露了他的悲慘過去，哈雷路亞欺騙他的父母，改造了他的身體，他所有無法理解的行為都歸因於過去的痛苦經歷，這也是他慷慨提及愛情的原因。
實際上，她與米絲蒂沒有血緣關係
哈雷路亞（聲：吉田理保子（滝沢久美子） / 香港配音：黃鳳英）
這個世界的統治者和萬惡之源。 他也是吞噬世界後讓世界扁平的人。
在世界中心有一個主體，除非被摧毀或移動，否則它是不死的。 傑度的父母被其欺騙與洗腦，使菲比和月光轉生
身體在愛迪生等人的努力下受到攻擊，最後被伽利帕的魔拳摧毀了。

## 主題曲

### 片頭曲
日語主題曲：「燃えろ!ガリバーボーイ」
作詞：森雪之丞、作曲：山崎利明、編曲：太田美知彥、主唱：尾崎紀世彥
香港版粵語主題曲：「前進啊! Gulliver Boy!」
主唱：安德尊、和唱：Gas!、作曲：山崎利明、作詞：韋然、編曲：何嘉偉

### 片尾曲
片尾曲1：「鏡の中の勇者」
作詞：森雪之丞、作曲・編曲：太田美知彥、主唱：尾崎紀世彥
片尾曲2：「逢いたいから」
作詞：前田たかひろ、作曲・編曲：高槻真裕、：MISUMI

## 製作人員
- 原作：廣井王子、蘆田豐雄
- 導演：蘆田豐雄
- 企畫：高見義雄、清水慎治、清水賢治、金田耕司
- 製作擔當：堀川和政、樋口宗久
- 腳本：武上純希、大橋志吉
- 演出：貝澤幸男、川田武範、吉沢孝男
- 人物設定：蘆田豐雄、神志那弘志
- 美術設計：吉池隆司
- 音樂：田中公平
- 動畫製作：東映動畫
- 製作：富士電視台[1]

## 電子遊戲

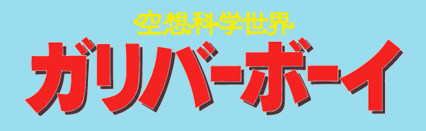

- 電腦遊戲、SUPER CD-ROM²『空想科学世界ガリバーボーイ』（RPG遊戲，ハドソンから於1995年5月26日發售）
- Game Boy『空想科学世界ガリバーボーイ 空想科学パズル プリッとポン』（益智遊戲，Bandai於1995年4月28日發售）
- SEGA Saturn『空想科学世界ガリバーボーイ』（RPG遊戲，ハドソンから於1996年3月22日發售）
- 超級任天堂『空想科学世界ガリバーボーイ』（RPG遊戲，Bandai於1996年6月28日發售）

## 播放電視台
| 富士電視台 星期日 09:00 - 09:30 節目 | 富士電視台 星期日 09:00 - 09:30 節目         | 富士電視台 星期日 09:00 - 09:30 節目 |
| ------------------------------------ | -------------------------------------------- | ------------------------------------ |
|                                      | 超時空少年 （1995年1月8日 - 1995年12月24日） |                                      |
| 足球風雲                             | 鬼太郎（第四輯）                             |                                      |

| 無綫電視翡翠台 星期一至五 16:15 - 16:45 節目（閃電傳真機時段內） | 無綫電視翡翠台 星期一至五 16:15 - 16:45 節目（閃電傳真機時段內） | 無綫電視翡翠台 星期一至五 16:15 - 16:45 節目（閃電傳真機時段內） |
| ---------------------------------------------------------------- | ---------------------------------------------------------------- | ---------------------------------------------------------------- |
|                                                                  | 超時空少年 （1997年12月15日 - 1998年2月25日）                    |                                                                  |
| KOBO 看天下                                                      | 哈利動物園                                                       |                                                                  |

## 外部連結
- 東映動畫官方網頁 （页面存档备份，存于）
- ANN動畫新聞網介紹 （页面存档备份，存于）